# روني فيرمانسيا
روني فيرمانسيا (بالإندونيسية: Ronny Firmansyah)‏ (4 مايو 1981 بباسوروان في إندونيسيا - ) هو لاعب كرة قدم إندونيسي في مركز الوسط. لعب مع بي إس إم إس ميدان ونادي آريما كرونوس وPersela Lamongan ‏ وPersmin Minahasa ‏ وPS Gianyar ‏.

## وصلات خارجية
- روني فيرمانسيا على موقع قاعدة بيانات كرة القدم.إي يو (الإنجليزية)